# Jean-Marc Guillou
Jean-Marc Guillou, född 20 december 1945, är en fransk före detta professionell fotbollsspelare samt tränare, som bland annat spelat i Frankrikes landslag. Han var senare tränare, han skapade 1993 en fotbollsakademi i Elfenbenskusten där spelare som Emmanuel Eboué och Yaya Touré spelat.

## Landslaget
Jean-Marc Guillou debuterade i Frankrikes landslag i mars 1974 under en match mot Rumänien som Frankrike vann med 1-0.
Mellan 1974 och 1978 spelade han 19 gånger i det franska landslaget, däribland i Fotbolls-VM 1978 i Argentina. Under den turneringen, i Mar del Plata, spelade han den 2 juni sin sista landskamp i matchen mot Italien, en match som Frankrike förlorade med 1-2.